# Ákos István (püspök)
Ákos István († 1322. október 8. után) magyar katolikus főpap.

## Élete
A Magyar Archontológiában 1311. október 7. és 1322. október 8. között említik veszprémi püspökként. 1312 és 1322 között a királyné kancellárja is volt. 
1311. szeptember/október fordulóján Tamás esztergomi érsek kísérőjeként  1312-ben részt vett az Aba Amadé nádor örökösei (felesége és fiai) által Kassa városa ellen emelt vád kivizsgálásában. A király küldöttei hivatalosan közvetítettek a jogvitában és segítették a felek megegyezését, a gyakorlatban viszontAba Amadé tartományuraságát felszámoló megállapodást kényszerítettek a nádor örököseire. Miután az Aba-utódok ezt a kikényszerített „megállapodást” felrúgták, és Csák Máté segítségét kérték a király ellen, István püspök részt vett Károly Róbert Kassa felmentésére az Amadé-fiak ellen indított, győztes hadjáratában is.
1313. október 26-án a király a veszprémi ispánságért cserébe megszerezte tőle a Csepel-szigeti tizedet, majd 1318. június 29-én a visegrádi várbirtok számára (cserével) Szentendrét és tartozékait.

## Megjegyzés
Püspöki pecsétje 1319-ből maradt fenn.